# Чингильтуй
Чингильтуй — село в Калганском районе Забайкальского края России. Административный центр и единственный населённый пункт сельского поселения «Чингильтуйское».

## География
Село находится в южной части района, к востоку от реки Калги (приток реки Верхняя Борзя), на расстоянии примерно 16 километров (по прямой) к юго-востоку от села Калга. Абсолютная высота — 628 метров над уровнем моря.
Климат
Климат характеризуется как резко континентальный. Средняя температура самого холодного месяца (января) составляет −26 — −28°С, температура самого тёплого (июля) — 18 — 20°С. Среднегодовое количество атмосферных осадков составляет 350—500 мм.
Часовой пояс
Село Чингильтуй находится в часовой зоне МСК+6. Смещение применяемого времени относительно UTC составляет +9:00.

## История
Основано в 1790 году.

## Население
| 1989 | 2002 | 2010 | 2012 | 2013 | 2014 | 2015 |
| ---- | ---- | ---- | ---- | ---- | ---- | ---- |
| 562  | ↘540 | ↘441 | ↘436 | ↘427 | ↘424 | ↘405 |
| 2016 | 2017 | 2018 | 2019 | 2020 | 2021 |      |
| ↘401 | ↘383 | ↘375 | ↘369 | ↗373 | ↘241 |      |

Половой состав
По данным Всероссийской переписи населения 2010 года в гендерной структуре населения мужчины составляли 49,4 %, женщины — соответственно 50,6 %.
Национальный состав
Согласно результатам переписи 2002 года, в национальной структуре населения русские составляли 100 % из 540 чел.

## Инфраструктура
В селе функционируют средняя общеобразовательная школа, фельдшерско-акушерский пункт, библиотека и отделение связи.

## Улицы
Уличная сеть села состоит из шести улиц и одного переулка.